# 베를린 프로세스
베를린 프로세스는 유럽연합의 확대에 연결된 정부 간 협력 계획이다.

## 역사
2014년 베를린 컨퍼런스를 기점으로, 2015년 비엔나 정상회의, 2016년 파리 정상회의, 2017년 트리에스테 정상회의 2024년까지 이어져오고 있다. 장클로드 융커 EU 집행위원장이 발표한 5년간의 확대 유예와 유럽회의주의 증가에 따라 EU 통합 과정의 역동성을 강화하고 이를 유지하기 위해 베를린 프로세스가 시작되었다.

## 목적
베를린 프로세스는 구 유고슬라비아였던 유럽연합 가입후보국들 및 잠재적 가입 후보국들 및 알바니아와 선별된 유럽연합 회원국들 간 다자주의적 유대를 재활성화시키기 위한 목적을 갖고 있으며, 이들 국가들과 사회 기반시설 및 경제 발전을 증진시키려는 목적도 갖는다. 이 계획은 제3기 메르켈 내각의 남동부 유럽에 대한 주력 외교적 이니셔티브이다. 이는 특정 동남유럽 국가들과 관련된 계획(예: 보스니아 헤르체고비나의 유럽연합 가입을 위한 독일과 영국 외교 계획)에 의해 보완된다.

## 참가 국가
베를린 프로세스는 유럽연합에 가입하지 5개 유럽연합 가입후보국들(몬테네그로, 세르비아, 북마케도니아, 보스니아 헤르체고비나, 알비니아)와 유럽연합 바가입 후보국(코소보)와 유럽연합 국가들(오스트리아, 불가리아, 크로아티아, 프랑스, 그리스, 독일, 이탈리아, 폴란드, 슬로베니아)와 비유럽연합 회원국인 영국을 포함한다.

## 서부 발칸 정상회의
- 2014년 서부 발칸 컨퍼런스, 베를린
- 2015년 빈 정상회의
- 2016년 파리 정상회의
- 2017년 트리에스테 정상회의
- 2018년 런던 정상회의
- 2019년 포즈난 정상회의
- 2020년 소피아 정상회의
- 2021년 베를린(화상) 정상회의
- 2022년 베를린 정상회의
- 2023년 티라나 정상회의

## 같이 보기
- 유럽 연합의 확대